# آرسه (وین)
آرسه (به فرانسوی: Arçay) یک کمون در فرانسه است که در وین (فرانسه) واقع شده‌است. آرسه ۱۴٫۰۵ کیلومتر مربع مساحت دارد ۷۸ متر بالاتر از سطح دریا واقع شده‌است.